# بوبي سميث (لاعب كرة قاعدة)
بوبي سميث (بالإنجليزية: Bobby Gene Smith)‏ هو لاعب كرة قاعدة أمريكي، ولد في 28 مايو 1934 في هوود ريفير في الولايات المتحدة، وتوفي بنفس المكان في 24 نوفمبر 2015.

## وصلات خارجية
- بوبي سميث على موقعبيزبول رفرنس.كوم (الدوري الرئيسي) (الإنجليزية)
- بوبي سميث على موقعبيزبول رفرنس.كوم (الدوري الثانوي) (الإنجليزية)